# Спогади Еманон
«Спогади Еманон» (яп. おもいでエマノン, Omoide Emanon) — фантастична манґа з елементами драми та романтики. Твір оснований на однойменній новелі японського письменника Сіндзі Кадзьо.
З жовтня 2008 року по грудень 2017 року в журналі Monthly Comic Ryu виходило продовження під назвою Пригоди Еманон.
З 2025 року вийде офіційний український переклад манґи від видавництва MAL'OPUS.

## Сюжет
Сюжет твору розповідає про таємничу дівчину, яка зберігає в собі пам'ять 3 мільярдів прожитих років, з першої митті зародження життя на Землі. Еманон перероджувалася незліченну кількість разів, зберігаючи всі спогади та досвід з усіх своїх минулих життів. Вона блукає світом без чіткої мети, і продовжуватиме це робити знову і знову багато разів у майбутньому.

## Публікація
Манґа «Спогади Еманон», заснована на однойменній новелі Сіндзі Кадзьо 1983 року та ілюстрована Кендзі Цурутою, виходила в сейнен-журналі Monthly Comic Ryū видавництва Tokuma Shoten з 19 вересня 2006 по 19 січня 2008 Tokuma Shoten зібрали глави манґи у окремий вайдбан, що вийшов 20 травня 2008.
Нова адаптація роману Сіндзі Кадзьо 1992 року Emanon Wanderer (яп. さすらいエマノン, Sasurai Emanon), виходила у Monthly Comic Ryū з 18 жовтня 2008 по 19 грудня 2017. Tokuma Shoten зібрали окремі глави у три танкобони, що вийшли 3 квітня 2012, 30 листопада 2013 та 26 квітня 2018 відповідно. 
Манґа видавалася у Північній Америці видавництвом Dark Horse Comics у 2018. Вони випустули Emanon: Memories of Emanon 8 травня 2019, перший та другий том Emanon: Emanon Wanderer 14 серпня та 4 грудня того ж року відповідно. Третій том вийшов 20 вересня 2023.
В Україні манґа «Спогади Еманон» ліцензована видавництвом MAL'OPUS. Випуск заплановано на кінець літа 2025.

## Сприйняття
У 2009 році Omoide Emanon була номіновані на нагороду Сейун в категорії найкращий науково-фантастичний комікс 2008 року.